# Bradina trigonalis
Bradina trigonalis là một loài bướm đêm trong họ Crambidae.